# Verre de feu

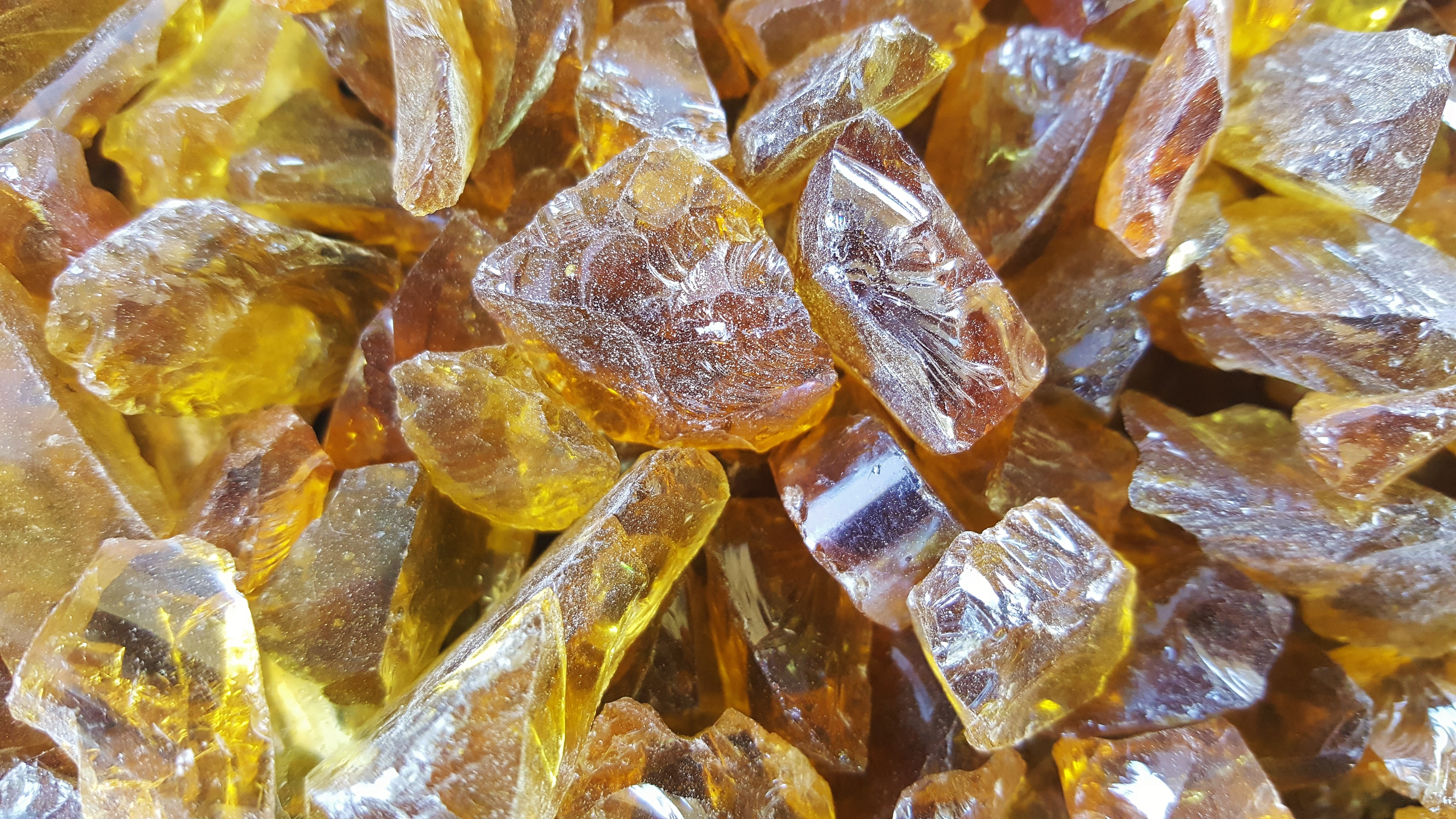
Verre de feu jaune.

Le verre de feu (également verre de foyer, pierres de feu, perles de feu ou diamants de verre) est un type de verre trempé utilisé de manière décorative dans les cheminées au gaz.

## Processus de fabrication
Le verre de feu peut se présenter sous différentes formes, telles que des perles, des diamants, des cubes ou des galets arrondis. Les éléments sont de taille variable, entre 0,5 et 2,5 cm, et peuvent être de différentes couleurs, parfois avec des revêtements réfléchissants, .
On utilise des feuilles de verre trempé standard, issues d'usines à verre. Une fois brisées, leurs morceaux sont tamisés et filtrés, afin d'en éliminer tous les éléments trop petits ou trop pointus. Les morceaux conservés sont ensuite entrechoqués afin d'émousser les bords tranchants.

## Utilisation et entretien
Il se dispose en vrac autour des arrivées de gaz combustible ou d'éthanol liquide, afin d'en dissimuler les jets et d'en réfléchir la lumière des flammes. C'est une alternative aux éléments décoratifs en céramique et en pierre, tels que les bûches en céramique et la pierre ponce (ou pierre de lave),.
Le verre lui-même est insensible au feu, mais il accumule la poussière et la suie produites par les hydrocarbures en combustion. Comme tout verre, il peut être nettoyé avec du vinaigre et de l'eau.
Placer du verre de feu mouillé dans les flammes peut entraîner un chauffage irrégulier des éléments, et les faire éclater voire exploser. Des gants doivent être portés lors de la manipulation du verre, et tous les morceaux cassés doivent être tamisés et recyclés, .